# Divin krik s Vrana
Divin krik s Vrana, hrvatski dokumentarni film autora Miljenka Karačića iz 2012. godine. Govori o životu i smrti Dive Grabovčeve.
Inicijator i organizator snimanja filma je Zoran Stojanović. Tekst je priredio Milan Topić. Scenarist i redatelj filma je rukovoditelj Dopisništva HRT-a u Mostaru Miljenko Karačić, snimatelj Dragan Tomić, a montažer Miljenko Kutle. Cijeli film realizirala je ekipa iz HRT-ova Dopisništva u Mostaru u suradnji s urednikom Redakcije Religijske kulture HTV-a Mariom Ragužom. Ulogu Dive tumači Nikolina Kovačević, a ulogu Tahir-bega Kopčića Josip Ćališ. I ostale igrane prizore igranim odigrali su mladi glumci iz Rame, da učenici i članovi KUD-a “Hrvatska sloga” uz stručnu suradnju Milana Topića i Zorana Stojanovića. Producent je Draško Vrgoč.
Film je na 15. Međunarodnom festivalu turističkog filma u Solinu 2012. godine dobio posebno priznanje "za iznimno kvalitetnu te dojmljivu redateljsku i scenarističku priču o davnim zbivanjima na ovom lokalitetu, u funkciji očuvanja baštine i daljnjeg razvoja hodočasničkog turizma."